# Comuna Zelenîi Hai, Jovtnevîi
Zelenîi Hai (în ucraineană Зелений Гай) este o comună în raionul Jovtnevîi, regiunea Mîkolaiiv, Ucraina, formată din satele Olenivka și Zelenîi Hai (reședința).

## Demografie
Componența lingvistică a comunei Zelenîi Hai
     Ucraineană (91,27%)
     Rusă (7,3%)
     Alte limbi (1,13%)
Conform recensământului din 2001, majoritatea populației comunei Zelenîi Hai era vorbitoare de ucraineană (91,27%), existând în minoritate și vorbitori de rusă (7,3%).